# Iguanodontia
Die Iguanodontia waren pflanzenfressende, quadruped (vierbeinig) oder biped (zweibeinig) sich fortbewegende Dinosaurier, die auf allen Kontinenten vom Oberjura bis zur späten Oberkreide vorkamen. Zu der Gruppe gehören alle Vogelbeckendinosaurier, die näher mit Edmontosaurus als mit Thescelosaurus verwandt sind, auch die bekannten Hadrosaurier.

## Beschreibung
Iguanodonten waren mittelgroß bis groß. Der leicht gebaute, bipede Dryosaurus wurde etwa zwei bis drei Meter lang, Iguanodon, nach dem die ganze Gruppe benannt wurde, erreichte eine Länge von zehn bis elf Metern und wog wahrscheinlich 2.500 kg. Für den sehr schwer gebauten Lurdusaurus wird sogar ein Gewicht von 5.000 kg angegeben.

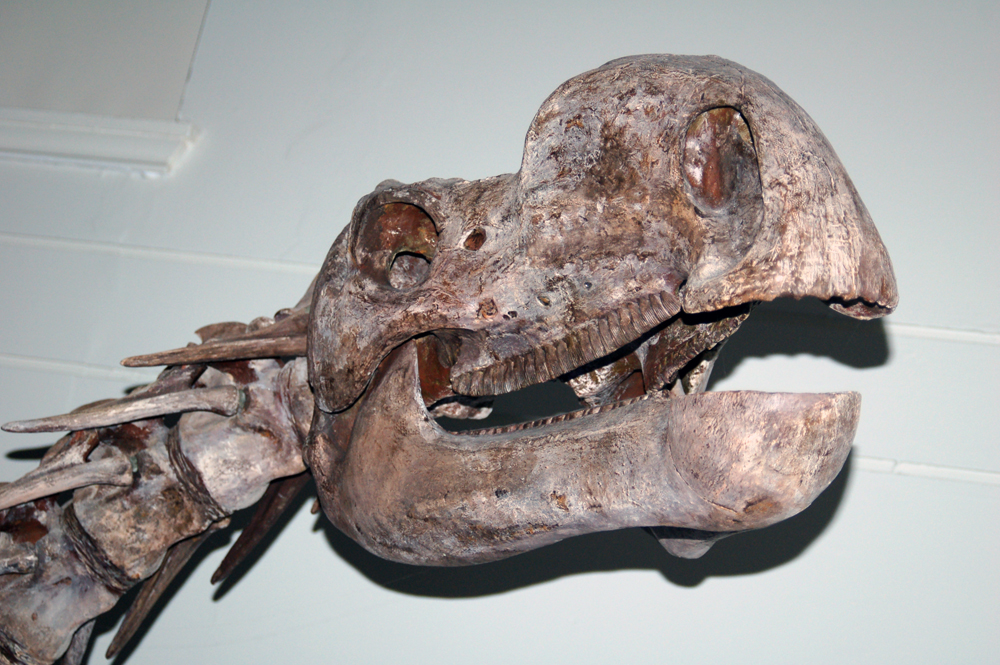
Schädel von Muttaburrasaurus. Auf dem vorderen Teil des Oberkiefers befand sich ein Hornschnabel, um die Pflanzen abzubeißen, im hinteren Teil befinden sich Mahlzähne, die die Nahrung zerkleinerten

Der Schädel der meisten basalen Iguanodonten war langgestreckt und seitlich etwas abgeflacht. Nur Dryosaurus und Zalmoxes hatten einen kompakteren, kürzeren Schädel. Das untere Schädelfenster war oval, die Augenhöhle rund und ohne verstärkende Knochenplatten. Die Nasenlöcher waren groß. Die Anzahl der Zähne nahm von basalen zu den fortschrittlichen Formen immer mehr zu. Zudem entwickelten letztere einen Schnabel auf dem Prämaxillare. Tenontosaurus und Zalmoxes hatten 10 bis 12 Zähne auf dem Maxillare, bei Dryosaurus waren es schon 13 bis 17, bei Camptosaurus 14 bis 16. Iguanodon kam auf fast 30 Zähne, Eolambia hatte 33.
Grundsätzlich zeichneten sich alle Gattungen beziehungsweise Arten der Iguanodontia durch ihr Gebiss aus. Im Gegensatz zu den meisten anderen Dinosauriern waren sie in der Lage, ihre pflanzliche Nahrung mit dem vorderen Teil der Schnauze abzubeißen und anschließend mit den Zähnen zu zerkauen.

## Stratigraphische und geografische Verbreitung
Der erste sicher nachzuweisende Iguanodont ist Camptosaurus aus dem frühen Kimmeridgium von England und Dryosaurus aus dem Kimmeridgium von Nordamerika und Afrika. Im oberen Jura war die Gruppe in Afrika, Europa und Nordamerika verbreitet. Noch älter aus dem mittleren Jura (Callovium) ist Callovosaurus, dessen genaue Zugehörigkeit in der Systematik noch nicht einwandfrei geklärt ist. Jedoch zeigt er Merkmale, die dem späteren Camptosaurus ähnlich sind. 
Aus der frühen Kreide sind auch Funde aus Asien, Südamerika und Australien bekannt. Während der mittleren Kreide (Albium bis Cenomanium) war ganz Laurasia von Iguanodonten bewohnt. In der letzten Hälfte der späten Kreide kamen nicht-hadrosauride Iguanodonten mit Rhabdodon und Zalmoxes nur noch in Europa vor. Auf allen anderen Kontinenten sind sie von Hadrosauriern abgelöst worden. Alle Iguanodonten starben am Ende der Kreidezeit vor 65,5 Millionen Jahren mit allen anderen Dinosauriern aus. Zalmoxes ist die letzte fossil nachgewiesenen Gattung.

## Innere Systematik der basalen Iguanodontia

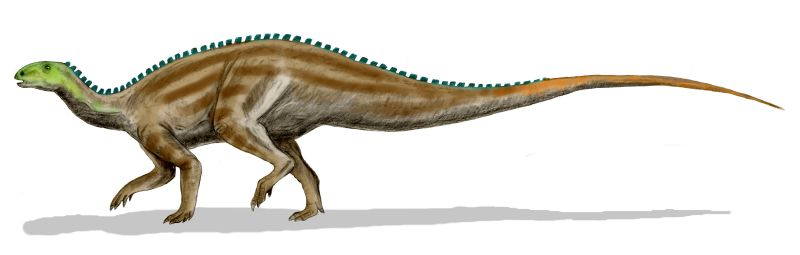
Tenontosaurus

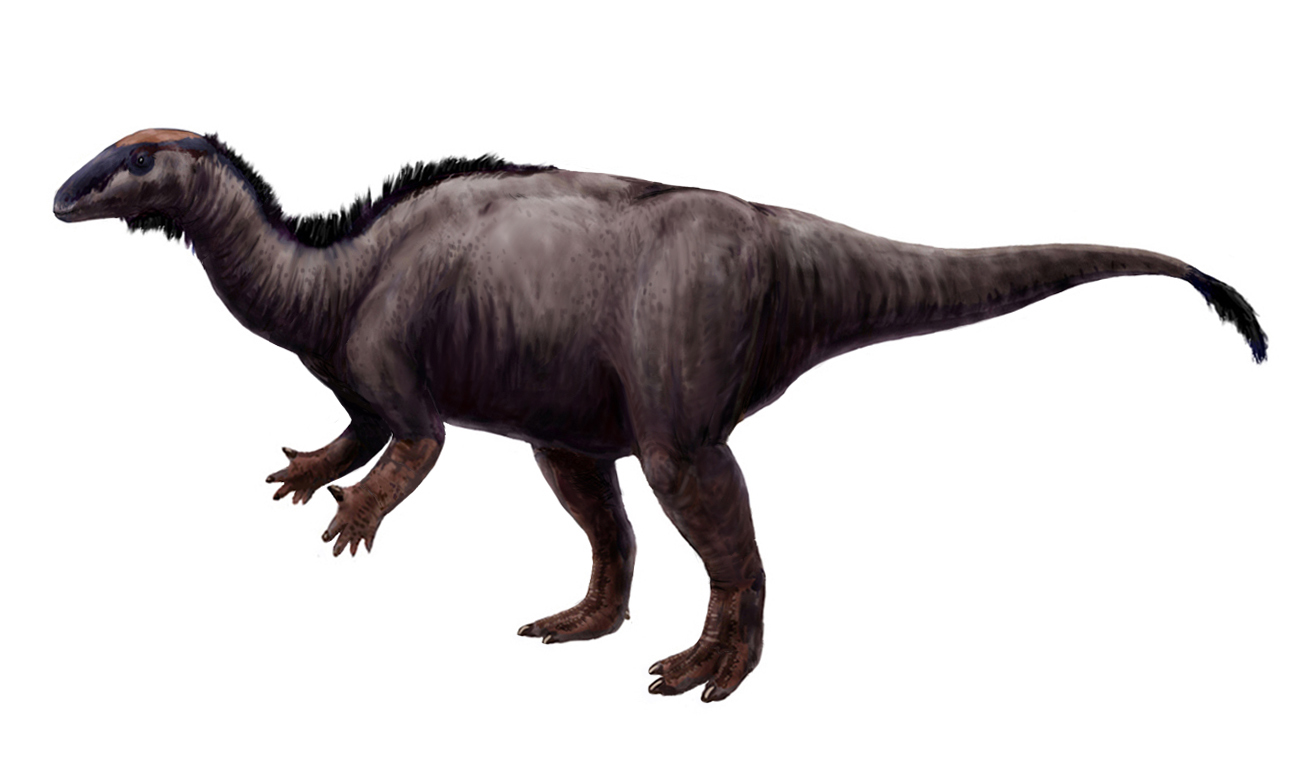
Camptosaurus

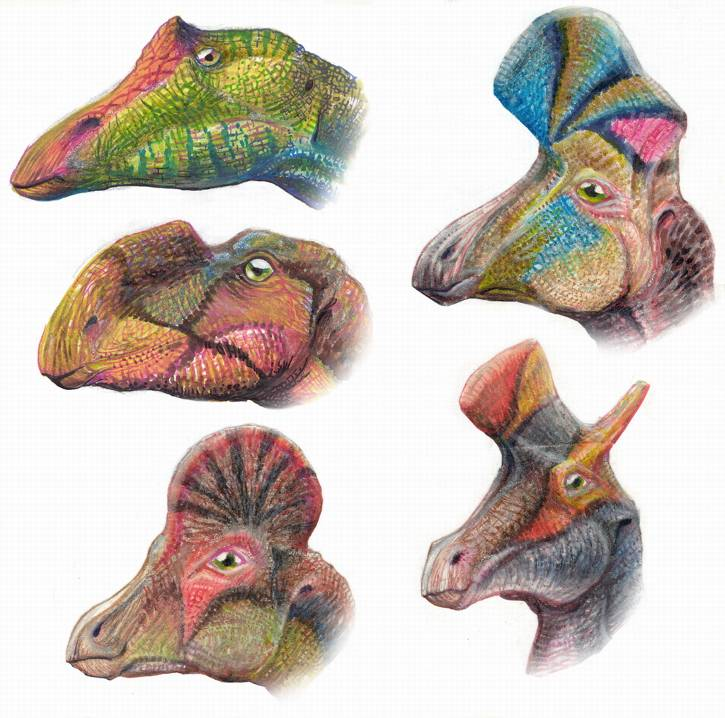
Köpfe verschiedener Iguanodonten:
links Ouranosaurus, Muttaburrasaurus, Corythosaurus,
rechts zwei Arten von Lambeosaurus

- Iguanodontia
  - Tenontosaurus
  - Rhabdodon
  - Zalmoxes
  - Dryomorpha
    - Dryosauridae
      -  ?Callovosaurus
      - Dryosaurus
      - Dysalotosaurus
      - Kangnasaurus
      - Planicoxa
      - Valdosaurus
      - Ankylopollexia
      - Camptosaurus
      - Draconyx

    - Iguanodontoidea (= Hadrosauriformes)
      - Altirhinus
      - Craspedodon
      - Eolambia
      - Equijubus
      - Fukuisaurus
      - Iguanodon
      - Jinzhousaurus
      - Lurdusaurus
      - Muttaburrasaurus
      - Nanyangosaurus
      - Ouranosaurus
      - Probactrosaurus
      - Protohadros
      - Shuangmiaosaurus
      - Hadrosauridae